# Famille de Roye
La famille de Roye est une ancienne famille noble de Picardie issue d'Evrard, seigneur de Roye, vivant en 1095 à partir duquel sa filiation est établie. Elle s'est éteinte en France au XVIIe siècle dans la famille de La Rochefoucauld.
Une ligne cadette établie en Hollande au XVIIe siècle, a donné une branche établie en Bavière, admise dans la noblesse allemande en 1764 (donnée comme subsistante en Bavière en 1948), ainsi que la branche des barons de Roye de Wichen (subistante en 1948) et qui fit reconnaître sa noblesse aux Pays-Bas en 1825 après avoir justifié sa descendance de la famille de Roye, en Picardie.

## Branche aînée
- Dreux? Everard, sire de Roye ;
- Albéric de Roye, finança en 1154, la construction de l'église de l'abbaye d'Ourscamp ;
- Rogues (Roricon), sire de Roye et de Germigny (XIIe siècle), marié avec Adelíne de Guise dont il eut :
- Alix de Roye († 1203) qui épousa Robert de Montdidier ;
- Raoul Ier de Roye († après 1202), frère cadet de la précédente, chevalier, seigneur de Roye, Guerbigny, Saint-Taurin, Lignières-lès-Roye et Monchy-le-Perreux, épousa vers 1180, Marie Le Seigneur ;
- Barthélemy de Roye (né vers 1170 - mort le 24 janvier 1237), chevalier, seigneur d’Herelle en 1199, comte de Roye, Grand chambrier de France en 1208-1209, croisé, paricipa à la Bataille de Bouvines, en 1214, sous Philippe Auguste, roi de France, fonda l'Abbaye de Joyenval, près de Saint-Germain-en-Laye, en 1221, épousa ~1180 Pérenelle de Montfort ;
- Mathilde de Roye, dame de Lignières-lès-Roye, épousa Renaud de Mailly, chevalier, seigneur de Barastre ;
- Pierre de Roye († 2 mars 1248), chevalier
  - son fils, Nicolas de Roye († 14 février 1239), évêque-comte de Noyon, pair de France ;
- Robert de Roye († après 1220), grand prévôt de l'Église de Cambrai, évêque d'Evreux ;
- Raoul II de Roye (†  1230), frère cadet de Jean Ier de Roye, auteur de la branche de La Ferté et de Vendeuil, seigneur de Guerbigny, Monchy-le-Preux, Dury et La Ferté-en-Ponthieu, épousa ~1210, Marie de Ville, dame de La Ferté-en-Ponthieu ;
- Jean Ier de Roye(† après 1219), fils aîné de Raoul Ier de Roye, chevalier, seigneur de Roye, Guerbigny, Becquigny, Monchy, Crapaumesnil et de Lignières-lès-Roye, épousa en premières noces, ~1200, Ermentrude, veuve de Guillaume de Mello et en secondes noces, ~1220 ? la comtesse de Hangest ;
- Mathieu Ier de Roye († après 1300), fils de Jean de Roye, seigneur de Roye, Guerbigny, Becquigny et Monchy-le-Perreux, accompagna le roi Saint Louis aux croisades de 1248 et 1270. Il épousa ~1260 Alix de Boubers ;
  - Jean II de Roye (†  après 1338), fils de Mathieu de Roye, seigneur de Roye, Guerbigny, Becquigny et Monchy-le-Perreux, gouverneur de Cambrai, épousa la Dame d'Offémont, défendit Tournai en 1338 contre les Anglais ; fut chargé en 1356 de la défense de la ville de Poitiers après la défaite française ;
  - Mathieu de Roye († après 1350), frère cadet de Jean II de Roye, seigneur du Plessier-de-Roye, en 1323, épousa Marguerite de Ville, auteur de la branche du Plessier-de-Roye ;
  - Aubert de Roye († 23 avril 1336), évêque-duc de Laon, frère cadet de Mathieu II de Roye ;
  - Jean de Roye, fils de Jean II de Roye, chanoine de Senlis en 1326, succéda à son oncle à l'office de grand prévôt de Cambrai en 1347 ;
  - Mathieu II de Roye (†  après 1377), fils de Jean II de Roye, seigneur de Roye, Guerbigny, Becquigny, Vespillières et Monchy-le-Perreux, commande l’Armée en 1348, sert en Picardie sous le duc de Bourbon en 1351, puis sous le roi de Navarre en 1352, en Normandie en 1353, en Gascogne, Poitou et Saintonge sous le connétable, Charles d’Espagne, en Bauvaisis en 1357, en Champagne en 1359, à Paris (04/1360), otage pour la délivrance du Roi Jean II captif en Angleterre, épousa en troisièmes noces en septembre 1363, Isabeau de Châtillon
    - Leur fille, Marie (ou Marguerite[2]) de Roye,  veuve d'Alain de Mauny, héritière de Roye, Monchy et Guerbigny, vendit sa terre de Guerbigny en 1415 à Dreu de Roye, épousa en secondes noces, Jean V de Hangest, grand maître des arbalétriers, conseiller et chambellan du roi, avec lequel elle engagea ses terres avec Guy de Roye, archevêque de Reims en 1402[3]. Mort à la bataille d'Azincourt, en 1415 ;

Extinction de la branche aînée de la Maison de Roye.

## Branche du Plessier-de-Roye
- Dreux de Roye, second fils de Mathieu de Roye et de Marguerite de Ville, présent au sac d'Haspre, en garnison à Saint-Omer et Noyon. Il épousa Jeanne de Canny[4].
- Bertrand de Roye, cité avec Mahieu de Roye (probable frère ou parent de Matthieu dit le Flamand): "Sy y envoia droittement fleur de chevallerie, le conte Raoul d’Eu (Raoul Ier de Brienne comte d'Eu et de Guînes) et le jeune conte de Guignes son filz, le connestable de France, le conte de Foix et ses freres, le conte Aymery de Narbonne, messire Aymart de Poittiers et messire Gieuffroy de Chargny, messire Gerard de Montfalcon, ses deux mares chaulx, messire Bertran et messire Mahieu de Roye, monseigneur de Cayeulx, le seneschal de Poitou, le seigneur de Chastillon et messire Jehan de Landas"[5];
- Matthieu de Roye, dit Le Flamand († en janvier 1380), fils de Mathieu de Roye et de Marguerite de Ville, grand maître des arbalétriers de France de 1346 à 1349. Il défend Poitiers, combat Godefroi d'Harcourt, assiste au combat de Bourg-la-Reine, participe au siège d'Acquigny. Il servit en 1337 sous les ordres du comte d'Eu (Raoul Ier de Brienne comte d'Eu et de Guînes); présent dans l'armée du duc de Normandie devant Paris en 1358; capitaine de Compiègne en 1368. Il prit part à la bataille de Cocherel avec le duc de Bourgogne en compagnie de Bertrand du Guesclin, Olivier de Mauny et Baudouin de Lens sire d'Annequin (fait prisonnier en Angleterre avec le roi Jean le Bon, libéré en 1357) nommé en 1358 grand maître des arbalétriers de France. En 1368, il fut capitaine de Compiègne. En 1377(?) Lors de la guerre que le roi de Navarre fit aux parisiens et au royaume de France, Mathieu de Roye (ou un proche parent) est cité parmi, "...cappitaines de toutes ces gens d’armes et communes l’evesque de Noyon, messire Raoul de Coucy, le sire de Raineval, le sire de Kauny, le sire de Roye, messire Manieu de Roie son cousin et messire Baudouin Dennekin, maistre des arbalestiers (Baudouin de Lens sire d'Annequin)"[6]. Il épousa Jeanne, dame de Muret et Chérizy. Il fut inhumé à l'abbaye de Longpont, près de Soissons[4];
  - Regnaut de Roye, quatrième fils de Mathieu de Roye, dit Le Flament, fut tué à la bataille de Nicopolis en 1396. Chevalier, il reçut du duc de Bourbon (Louis II de Bourbon) dont il était le chambellan les deux tiers de la châtellenie de Milly qui avait été attribuée au duc le 22 juillet 1378. Une clause stipulait qu'en cas d'extinction de la descendance mâle de cette branche, la châtellenie devait retourner aux ducs de Bourbon, ce qui se produisit deux générations plus tard. Ainsi en 1492, le duc Pierre de Bourbon (époux d'Anne de France sœur de Charles VIII) vendit au maréchal des Querdes (Philippe de Crèvecœur d'Esquerdes) la terre de Milly au comté de Clermont[7],[8]. Regnaut de Roye devint conseiller et chambellan du roi Charles VI et fut un proche du maréchal Boucicaut Jean II Le Meingre qu'il accompagna dans les combats contre les Anglais et leurs alliés dans la Guerre de Cent Ans en Flandre et en Castille. En 1385-1386, on le trouve à Ferrol en Galice, prise par Jean Ier de Portugal allié du duc de Lancastre, cité parmi les chevaliers "messire Thomas de Persy (Thomas de Percy ou un de ses parents, était à cette période vers 1378-1381 aux côtés du gouverneur de Brest Hugues de Calveley qui succéda à Tanguy Ier du Chastel, Calveley était préalablement gouverneur de Calais en 1375-1378) sur messire le Barrois; et messire Mauburny de Linieres sur messire Guillemme de Montegny; et messire Regnault de Roye sur messire Eustasse d’Aubrecicourt (Eustache d'Auberchicourt); et le sire de Tallebot sur messire Tristan de la Gaille; et ainsi chascun avoit son pareil, si avant que ils lanchoient et escarmuchoient de leurs lances."[9] Les armoiries de Regnaut de Roye chatelain de Milly sont représentées au folio 50r de l'armorial de Gelre, parmi celles de Pierre de Villiers de l'Isle-Adam; Hutin de Vermelles (chevalier, seigneur de Vermelles[10], Hutin est chambellan du roi et l'époux de Marguerite de Bourbon) ; Hervé de Mauny, seigneur de Thorigny; Amaury IV de Craon; Jean II de Clermont-Nesle, seigneur d'Offemont; Gilles VI de Mailly, etc. (se référer à la section des manuscrits et armoriaux).
    - Jehan de Roye, († 1409), fils de Regnault, mort sans postérité ;

  - Guy de Roye († 1409), fils de Matthieu de Roye dit Le Flament et de Jeanne de Chérizy ; évêque de Verdun (1381), archevêque de Tours (1382) puis archevêque de Sens (1385) et enfin archevêque de Reims (1390). Il fonda en 1399 le collège de Reims à l'université de Paris ;
  - Raoul de Roye († 1418), frère de Guy de Roye, archevêque de Reims ; abbé de l'abbaye Saint-Lucien de Beauvais, puis de l'abbaye Saint-Pierre de Corbie de 1395 à 1418 ;
  - Jean III de Roye dit "Baudran" (†  1396 à la bataille de Nicopolis), seigneur d'Aunoy et du Plessier, fils de Matthieu de Roye dit Le Flamand, fut l'un des otages envoyés en Angleterre pour la délivrance du roi Jean II "le Bon" en 1360 (ou 1359) et y demeura jusqu'en 1374 date à laquelle Bertrand du Guesclin négocia sa libération en échange de celle d'un grand seigneur anglais. Il accompagna le duc d'Anjou à la conquête de Guyenne alors aux anglais, où il força parmi les premiers la ville de Duras en 1377, accompagne le duc de Bourbon en Afrique avec le seigneur de Longueval en 1390. En 1392 il fut un des trois notables chevaliers commis près du roi Charles VI (début de la démence du roi) et fut choisi avec d'autres grands seigneurs du royaume pour garder la tente de ce monarque lorsqu'il s'aboucha avec Richard II roi d'Angleterre entre Ardres et Calais. Conseiller, garde et chambellan du roi, certains auteurs le qualifient de grand chambellan de France. Garde du château de l'Ecluse par lettre du 05-04-1386, membre du grand conseil par lettres du 06-04-1393. Il est en garnison à Saint-Pol; à Noyon; dans l'ost du duc d'Anjou; en garnison à Landuras; à Béthune; à Péronne; à Bray; combat les Anglais à Troyes; fait la guerre en Espagne; se trouve à Paris lors de l'arrivée du duc de Bretagne; l'un des capitaines des hommes d'armes du sire de Coucy; assiste au mariage du duc de Berry[4]. Il épousa en premières noces Jeanne de Béthune dame de Buissu et du Verger, fille de Jean dit "de Locres" seigneur de Lorin et de Vendeuil et de Jeanne de Coucy[11].

Jean de Roye est cité parmi les chevaliers qui s'étaient signalés par quelques exploits extraordinaires invités à se rendre à la forteresse de Marienbourg, palais de l'Ordre des chevaliers teutoniques située à Malbork, en Poméranie, dans le territoire actuel de la Pologne:
- Mathieu (III) de Roye († vers 1440-1443), fils de Jean (III), héritier de la branche aînée de la maison, seigneur de Roye et de Germigny, maréchal de France en 1414, il fut fait prisonnier à la bataille d'Azincourt, en 1415. Marié en premières noces à Marguerite de Ghistelles et en secondes noces à Catherine de Montmorency; cette dernière avait pour arrière grand-père Jean de Montmorency, seigneur de Beaussault et Breteuil-en-Beauvaisis, mort après le 12/1337, frère de Jeanne de Montmorency fille aînée d’Érard de Montmorency, seigneur de Conflans-Sainte-Honorine, et de Jeanne, dame de Longueval, mariée en 1307 à Hervé VI de Léon seigneur de Noyon-sur-Andelle[12], il aura pour fils Hervé VII de Léon qui lors de la guerre de succession de Bretagne prendra le parti de Charles de Blois après celui de Montfort, il assiègea alors les villes d'Hennebont et de Carhaix, et, retiré au manoir épiscopal de Trégarantec, Hervé VII de Léon sera surpris par Gautier de Mauny et Tanguy Ier du Châtel qui le feront prisonnier et l’enverront en Angleterre. Les familles de Roye, de Mauny et du Chastel sont apparentées. Mathieu de Roye fait partie de l'hôtel de Louis d'Orléans (assassiné le 23 novembre 1407 par Jean sans peur à l'origine de la guerre civile entre Armagnacs et Bourguignons) au sein duquel on trouve notamment d'anciens compagnons d'armes de Bertrand du Guesclin, parmi lesquels "les Mauny, Pontbriand, Coëtivy, Du Chastel, Eustache Deschamps", mais aussi Gasselin du Bos (ou du Bois) chambellan du roi Charles VI, Mansart du Bos (ou du Bois) chambellan du duc d'Orléans et gouverneur du Luxembourg (exécuté à Paris par Jean sans peur qu'il considérait comme son ennemi mortel[13]), Guillaume du Chastel chambellan du duc d'Orléans et du roi Charles VI, Hervé de Mauny chambellan du duc d'Orléans et du roi Charles VI. Des liens familiaux existent au sein de l'hôtel de Louis d'Orléans, ainsi à la suite du décès de Robert de Béthune, chambellan ducal, Nicolas de Baye rapporte, le 28 mars 1409, que :« Messire J. de Craon, seigneur de Dompmars, Mahiu de Roye, seigneur de Muret, J. de Roboiz, seigneur de Roboiz, Sarrazin d’Arly, seigneur du Quesnoy (peut-être Jean seigneur du Quesnoy, chevalier banneret, cité avec Monseigneur de la Hamaide, chevalier banneret en 1410)[14], Guillaume de Trye (Trie), seigneur de Plainville, Roland de Wiquarque, seigneur de Harque, Gasselin du Boiz (du Bos ou du Bois),seigneur de Rainseval (Raincheval) et le seigneur de la Hamade (peut-être le chevalier banneret de Lahamaide ou son frère Arnould (IV?) de la Hamaide cité lors du voyage de Jean sans peur en France le 15 septembre 1410)[14],[15], tous chevaliers, et aussy Rasse de Montcaverel, escuier, seigneur de Bonnecourt, tous amis charnelx et parens de damoiselle Jehanne et Jaqueline, mineurs d’ans, filles de feu noble messire Robert de Bethune, jadiz chevalier et viconte de Meaulx, et de madame Ysabel de Guistelle, sa femme, (fille Jeanne de Béthune x1 Robert de Bar (Marle) x2 Jean II de Luxembourg-Ligny (capture Jeanne d'Arc)) ont esleu et nommé à estre tuteurs desdiz enfans mineurs lesdiz messire J. de Craon, cousin germain desdictes damoiselles, et Mahiu de Roye, cousin remué de germain d’icelles damoiselles »[16].
  - Isabeau de Roye, demoiselle d'honneur de la duchesse Isabelle de Portugal, fille de Mathieu III de Roye (†1440), Maréchal de France et de Marguerite de Ghistelles, mariée en 1431 à Philippe de Ternant chambellan de Philippe le Bon, duc de Bourgogne, capitaine du château de l'écluse en remplacement de Guillebert de Lannoy, et lui-même de Jean du Bois, seigneur d'Annequin (+1415)[17].
  - Jean de Roye († avant 1489), fils de Mathieu de Roye et de Catherine de Montmorency, vicomte de Busancy, chambellan du roi Louis XI. épousa Marguerite du Bois (sœur d'Antoine du Bois (maison de Fiennes))[18]
    - Antoine de Roye († 1515), fils de Jean de Roye et de Marguerite du Bois (sœur d'Antoine du Bois (maison de Fiennes)), marié en 1505 avec Catherine de Sarrebrück, comtesse de Roucy ;
      - Charles de Roye (1510-1551), fils des précédents, comte de Roucy, vidame de Laon ; épouse, le 27 août 1528, Madeleine de Mailly.
        - Éléonore de Roye (1535-1564), fille du précédent, femme de Louis Ier de Bourbon, prince de Condé ;
        - Charlotte de Roye (1537-1572), sœur de la précédente, transmit par son mariage le Comté de Roucy à la Maison de La Rochefoucauld. Le nom de Roye fut relevé par certains membres de la famille de la Rochefoucauld, descendants de l'union de François III de La Rochefoucauld et de Charlotte de Roye, tels Jean-Baptiste Louis Frédéric de La Rochefoucauld de Roye (1707 † 1746), duc d'Anville et Frédéric Jérôme de La Rochefoucauld (1710 † 1757), cardinal de La Rochefoucauld de Roye.
- Beatrix de Roye, (fille de Jean III?), épouse Gasselin ou Gosselin du Bois (maison de Fiennes, frère de Tristan du Bos ou du Bois[19]) qualifié de chevalier, seigneur de Raincheval, chambellan du roi Charles VI, bailli de Sens et d'Auxerre dans une ordonnance du roi du 24 avril 1411. Gasselin est le deuxième fils de Tristan du Bois et Florice de Termanil[20],[21].
- Ade de Roye, fille de Jean III. En 1372 (à vérifier) lorsque le comte de Pembroke (Jean de Hastings (2e comte de Pembroke) x Anne de Masny) fut fait prisonnier par les espagnols « ...En ce temps se fist un eschange de bellez terres que le connestable de France (l'épée de connétable passe de Robert de Fiennes à Bertrand du Guesclin en 1370) et messire Olivier de Mauny avoient en Espaigne que le roy Henry leur avoit donné pour les beaux services qu’ilz lui avoient fais… Ainsi perdy le connestable son argent et demoura du conte de Pennebroch et de madame Anne, sa femme, qui avoit esté fille a monseigneur Gautier de Mauny un beau filz qui adont avoit II ans. Messire Guichart d’Angle (Guichard d'Angle) fina ainsi que je vous diray, vous savéz que le sire de Roye estoit prisonnier en Engleterre laquel avoit une seule fille qui devoit estre hiretiere de son pere. Si se fist un traitié des amis du dit seigneur de Roie envers monseigneur Olivier de Mauny, I chevalier de Bretaigne et nepveu a monseigneur Bertrain Claquin (Bertrand du Guesclin) qu’il delivrast hors d’Engleterre le dit seigneur de Roye par eschange pour un de ses prisonniers et il aroit la fille du baron de Roye a femme qui estoit de grant linaige. Lors envoia messire Olivier de Mauny devers le roy d’Engleterre pour savoir lequel des chevaliers qu’il amoit plus a ravoit pour le seigneur de Roie. Le roy s’enclina plus a monseigneur Guichart d’Angle, si renvoia le seigneur quitte et delivré en France. Et messire Guichart fu aussi delivré. Et messire Olivier de Mauny espousa la fille du seigneur de Roye. Depuis se remaria ce seigneur de Roye a la fille du seigneur de Ville et de Floion en Haynau"[22]. Ade de Roye épouse donc avant 1396 Olivier de Mauny, seigneur de Lesven lieutenant et cousin de Bertrand du Guesclin[11], il épousera en secondes noces Marie du Pont-l'Abbé[23] dame de Gournoise en Guiscriff († 1421), veuve depuis 1404 de Guillaume II du Chastel[24]. Charles VI fit faire à Paris en 1390, à l'église des Blancs Manteaux, l'"obsèque" pour le repos des âmes d'Olivier de Mauny et Hutin de Vermelles (époux de Marguerite de Bourbon fille de Louis Ier) chambellans[25],[26].
- Jeanne de Roye, fille de Jean III, épouse Jean IV de Créquy, seigneur de Créquy, Canaples, Fressin, Bugnicourt, parents de Jean V de Créquy, chevalier de l'ordre de la Toison d'or, au service du duc de Bourgogne Philippe III le Bon. Il prit part à la défense de Paris contre Jeanne d'Arc en 1429, et fut ambassadeur d'Aragon et de France.
- Marguerite de Roye, dame de Germigny, épouse de Colart chatelain de Beauvais, dont Guillaume IV chatelain de Beauvais.

Autres membres à connecter: 

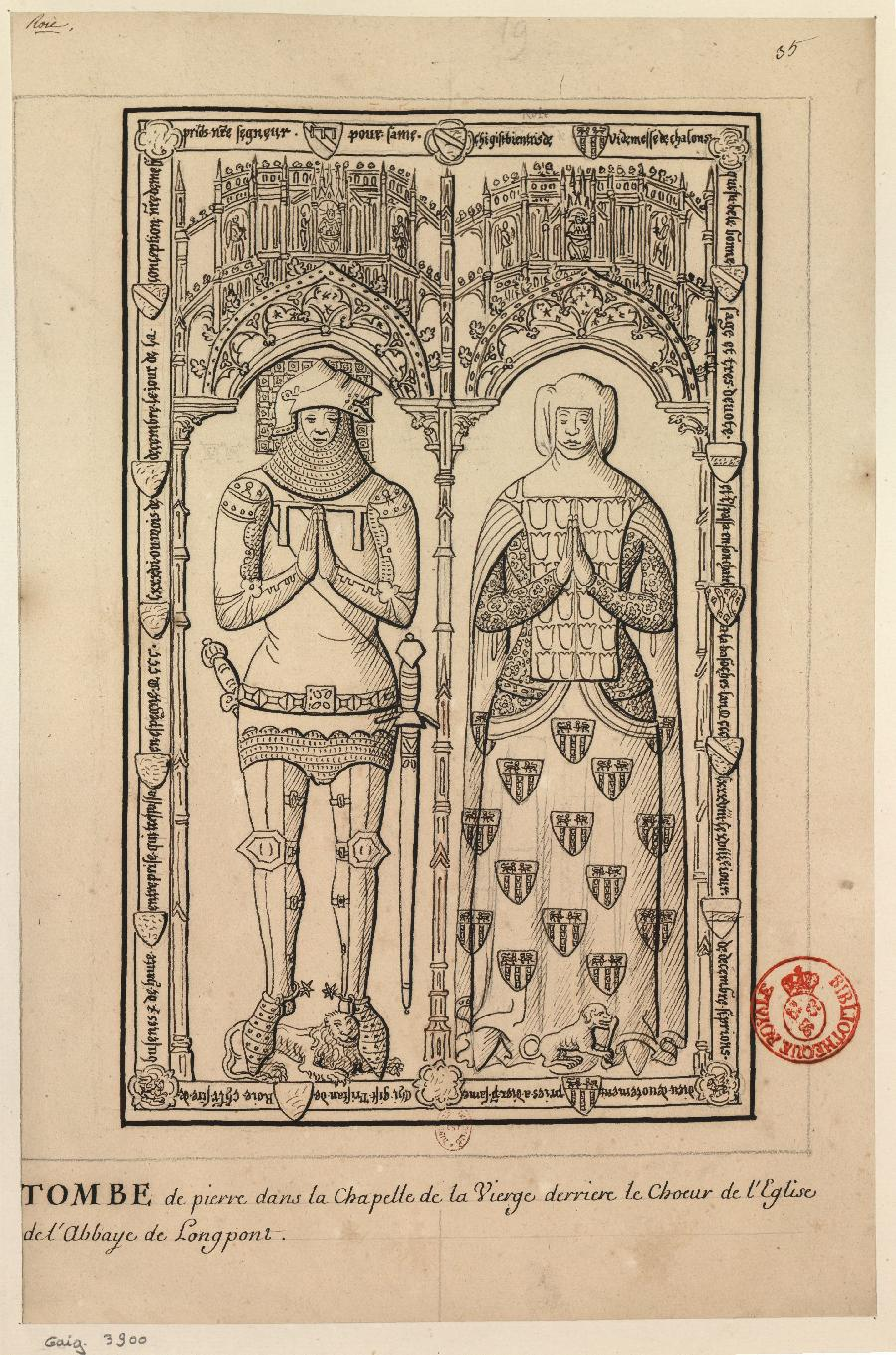
Tombeau de Tristan de Roye chevalier, sire de Busenes, mort le 8 décembre 1386 et de Videmesse de Chalons, morte le 18 décembre 1388.

- Mathieu de Roye dit « Tristan » († décembre 1386), seigneur de Busancy, en 1375, servit en Guyenne en 1377, sous les ordres du duc d’Anjou, notamment au siège de Duras puis en Flandre sous les ordres du connétable Olivier V de Clisson, en 1380, fait prisonnier, le roi contribua à payer sa rançon, en 1385. Il mourut en Castille.
- Dreu de Roye dit « Lancelot » conseiller et chambellan du roi, maître des Eaux et Forêts en Languedoc, fut tué à la bataille de Nicopolis en 1396 ;
- Raoul de Roye, frère du précédent fut tué à la bataille de Nicopolis en 1396 ;
- Guy de Roye († 1463), seigneur de Roye, soixante quatrième chevalier de la Toison d'or ;

## Supports divers portant marques de la famille de Roye

### Armoriaux
- Armorial de Gelre, Titre : Livre d'armes Gueldre = [ms. 15652-56], Ancienne cote: Ms. VH 195; Auteur(s) : Gelre (fl. 1334-1372) - Heraut, Claes Heynen, Adresse bibliogr : [Pays-Bas: Gelre], [1370-1395 avec des ajouts du début du XVe siècle], Collation : 124 f. : Dessins héraldiques; 2 miniatures; 24 x 14 cm, Matériel : Écriture néerlandaise sur parchemin. Ce manuscrit est l'un des livres d'armes les plus anciens et les plus importants au monde et l'un des plus grands trésors de la Koninklijke Bibliotheek. Ce manuscrit ne peut être consulté. Ce n'est que dans des cas exceptionnels que le conservateur du Cabinet des manuscrits peut autoriser la consultation, Annotation : Groupe moderne. Ce manuscrit était la propriété personnelle de Claes Heynen, mieux connu sous le nom de Heraut Gelre. Au XVIIIe siècle propriété de Anne Thérèse Comtesse d'Yve. Acheté en 1820 par Charles Van Hulthem. 1836-37 acheté par l'État belge et déposé à la Koninklijke Bibliotheek, URL de la version numérique : https://uurl.kbr.be/1733715.

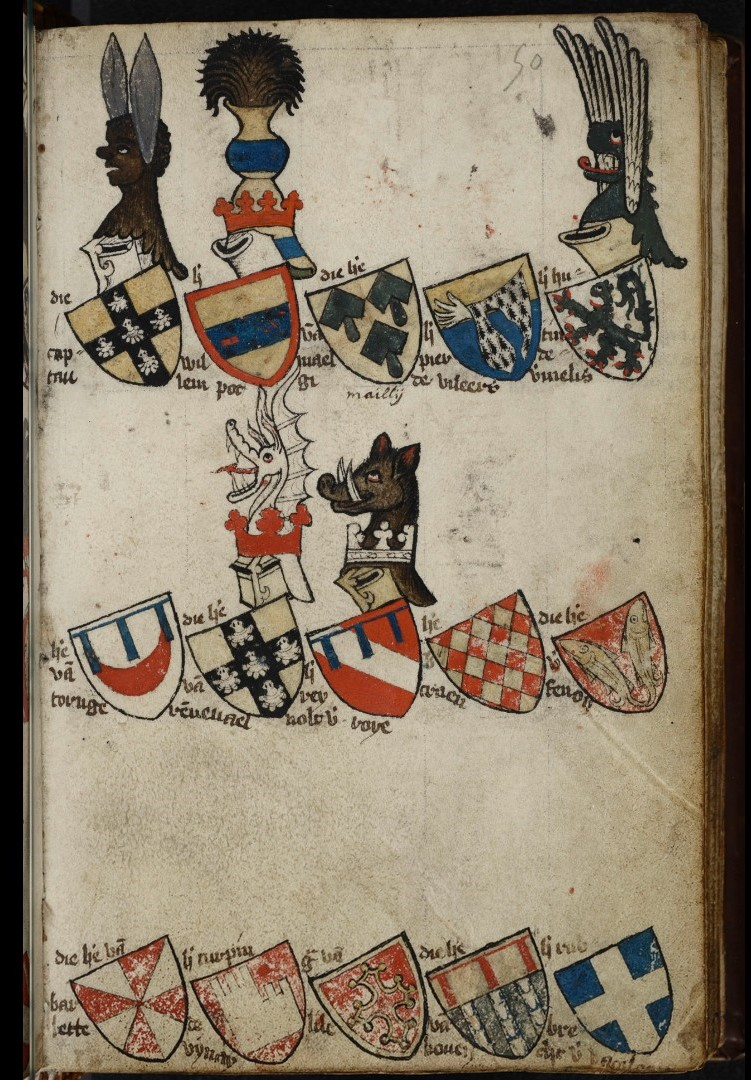
Armorial de Gerle, folio 50r. Dans la section concernant le roi de France et ses vassaux (folio 46r), on trouve dans la suite au folio 50r, Renaud de Roye, (seigneur) chatelain de Milly.

Au folio 49r, les armoiries présentées sont dans l'ordre: Guillaume Ier, comte de Namur (D'or au lion de sable armé, lampassé et couronné de gueules, à la cotice du même brochante); Robert de Namur, seigneur de Beaufort-sur-Meuse (D'or au lion de sable armé, lampassé et couronné de gueules, à la cotice engrêlée du même brochante); Louis de Namur, comte de Roucy (D'or au lion de sable armé, lampassé et couronné de gueules, à la cotice du même brochante); Henri de Flandre, seigneur de Ninove (D'or au lion de sable armé, lampassé et couronné de gueules, à la cotice componée d'argent et de gueules brochante); Robert Moreau de Fiennes (D'argent au lion de sable armé et lampassé de gueules); Jean du Plessier de Roye, seigneur d'Aulnay-sur-Iton (De gueules à la bande d'argent (Roye)); Robert de Wavrin, maréchal de France, seigneur de Saint-Venant (D'azur à l'écusson d'argent, au lambel de gueules brochant sur-le-tout); Philippe de Montbéliard, seigneur d'Orbe (De gueules à deux bars adossés d'or, au lambel d'azur brochant); Guiot d'Avelu (Burelé d'argent et d'azur de douze pièces); Clermont-Nesle (De gueules semé de trèfles d'or, à deux bars adossés du même brochants); Sainte-Beuve (D'azur à trois anneaux d'argent); Martel de Bacqueville (D'argent à trois marteaux de gueules); Le seigneur de Monceau (D'argent à cinq fusées de gueules en bande); Jean d'Harpendane (Gironné de vair et de gueules de douze pièces); Jean de Saintré (De gueules à la bande d'argent, au lambel d'or brochant).

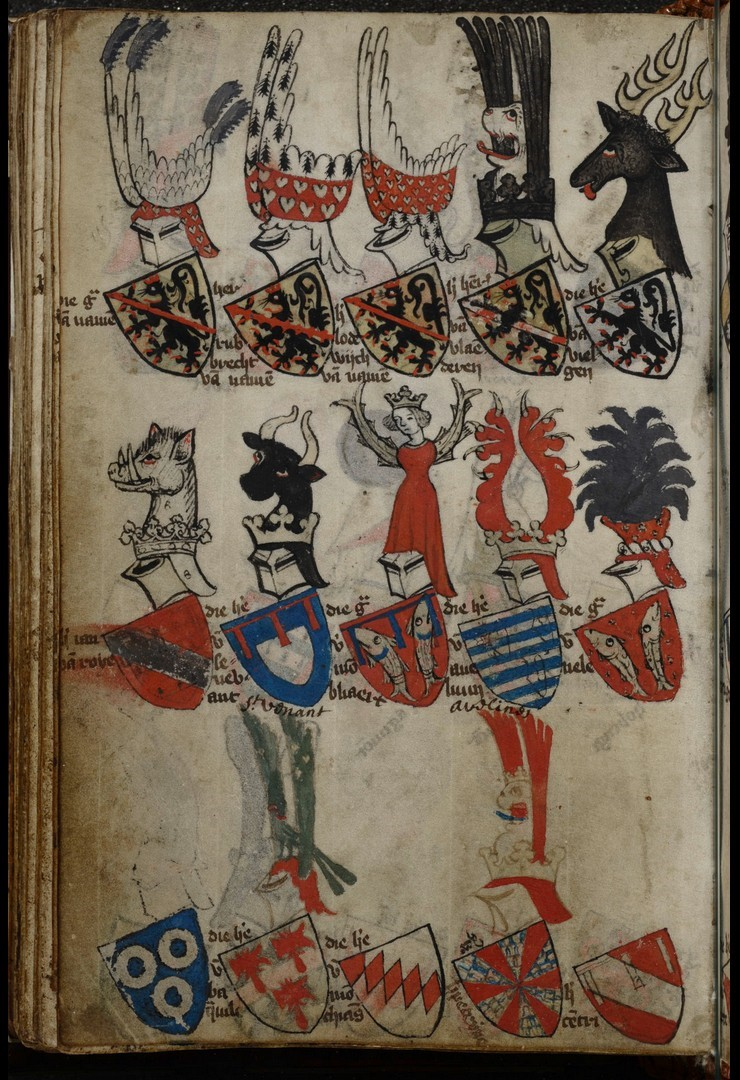
Armorial de Gelre, folio 49r. Dans la section concernant le roi de France et ses vassaux (folio 46r), on trouve dans la suite au folio 49r, Jean du Plessier de Roye, seigneur d'Aulnay-sur-Iton.

Au folio 50r, les armoiries présentées sont dans l'ordre: Jean III de Grailly, captal de Buch (D'or à la croix de sable chargée de cinq coquilles d'argent); Guillaume Pot, seigneur de la Prugne (D'or à la fasce d'azur (Pot), à la bordure de gueules); Gilles VI de Mailly (D'or à trois maillets de sinople); Pierre de Villiers, seigneur de L'Isle-Adam (D'or au chef d'azur, à la dextrochère d'argent chargée d'une manipule d'hermine brochante sur le tout); Hutin de Vermeilles (Vermelles - branche probable de la maison de Fiennes, cf armoirie du connétable Robert de Fiennes au folio 49r) D'argent au lion de sinople (sinople (moins contrasté que sable de Robert de Fiennes au 49r) suivant le folio 50r) armé et lampassé de gueules; Hervé de Mauny, seigneur de Thorigny (D'argent au croissant de gueules, au lambel d'azur brochant); Raoul de Raineval (D'or à la croix de sable chargée de cinq coquilles d'argent); Amaury IV de Craon (Losangé d'or et de gueules); Jean II de Clermont-Nesle, seigneur d'Offemont (De gueules semé de trèfles d'or, à deux bars adossés du même brochants); Gilles de Berlette (Gironné d'argent et de gueules); Antoine de La Tour du Pin, seigneur de Vinay (De gueules à la tour d'argent senestrée d'un avant-mur du même); Jean-Jourdain II, comte de l'Isle-Jourdain (De gueules à la croix vidée, cléchée, pattée et pommetée d'or, à la bordure d'argent); Jean Barat, seigneur de La Bove (Châtillon-Montchâlons) (De sinople à trois pals de vair, au chef d'or (Châtillon-Montchâlons), au lambel de gueules brochant); Robert de Vaucouleur (D'azur à la croix d'argent).

### Manuscrits
- Référence: Reims, BM, 0818 (H. 606); Codicologie: codex ; parchemin ; 298 ff. (A-B, 295, C); 435 mm x 290 mm; Auteur: Justinianus et Accursius (commentateur); Titre: Institutiones, Authenticum, Libri feudorum, Codex Justinianus; Langue: latin; Nomenclature: Droit civil; Origine: France du nord (Paris); Datation: vers 1320-1340; Typologie du décor: page décorée, miniature (15), initiale ornée (15); Technique: couleur, or; Possesseur: Guy de Roye, archevêque de Reims, Reims, cathédrale Notre-Dame; Notes: F. 1 : "Institutiones" (l. 1-4) ; f. 73 : "Collationes" (l. 1-9) ; f. 195 : "Consitutiones feudorum" ; f. 223-294 : "Codex" (l. 10-12)[28].

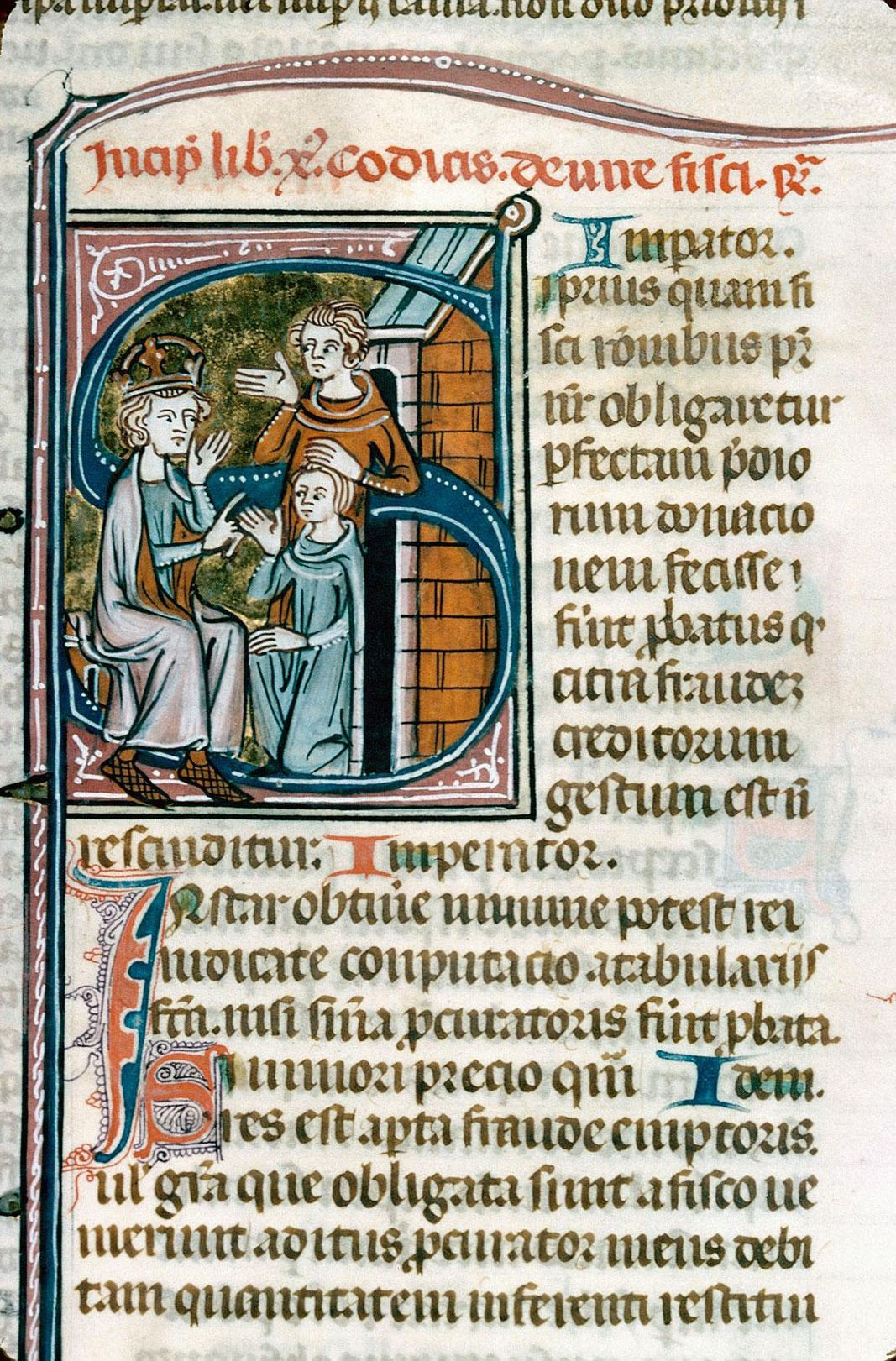
Enluminure du manuscrit Institutiones, Authenticum, Libri feudorum, Codex Justinianus, réalisé vers 1320-1340 ayant appartenu à Guy de Roye archevêque de Reims. Référence: Reims, BM, 0818 (H. 606)

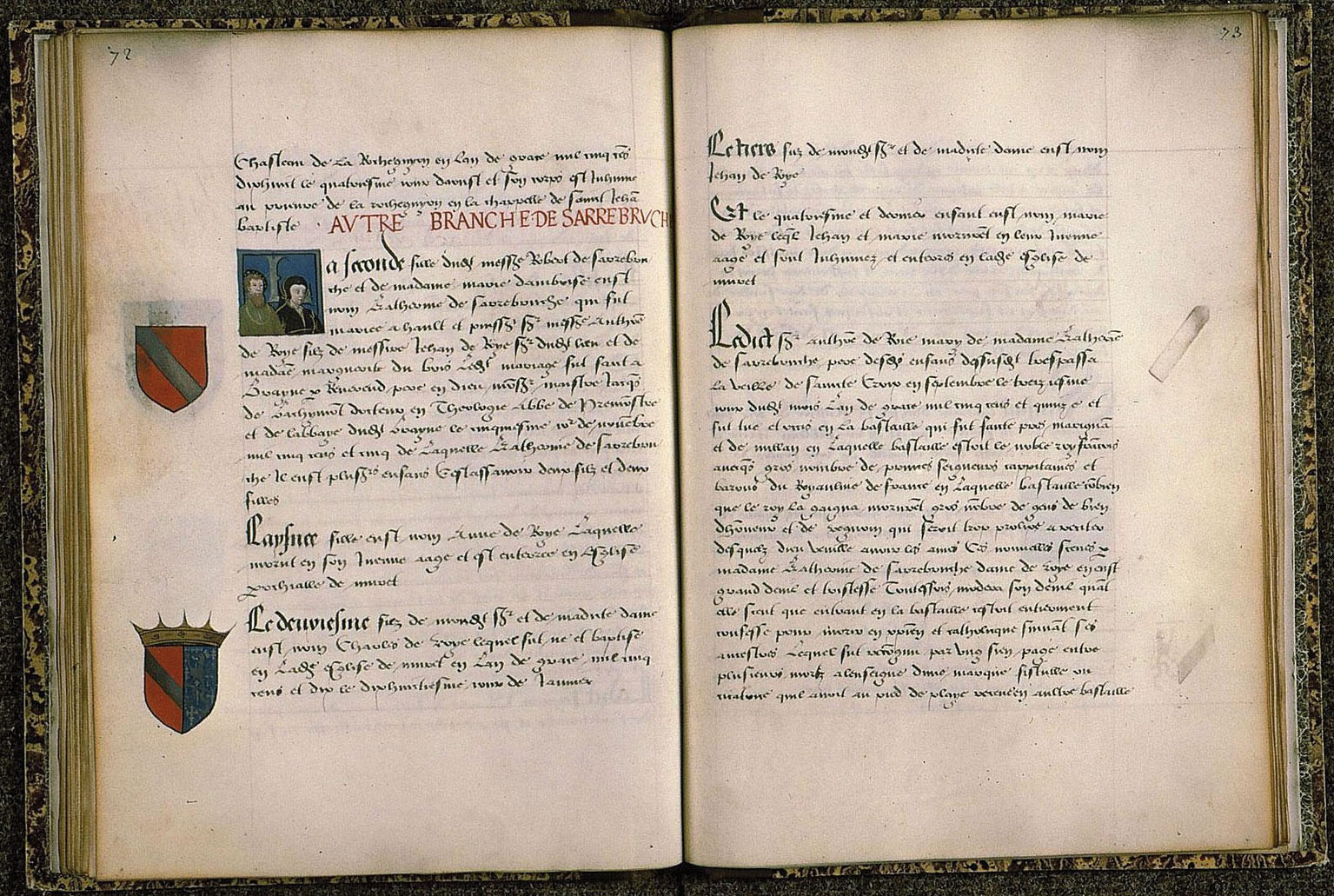
Folio représentant Antoine de Roye et Catherine de Sarrebruck du manuscrit sur la Généalogie des comtes de Dreux et de Braine, réalisé après 1539, Possesseur: Philippe de Sarrebrück, vicomtesse de Louvois (destinataire) Silly de La Roche-Guyon, famille. Référence: Paris, Bibl. Sainte-Geneviève, 0855.

- Référence: Paris, Bibl. Sainte-Geneviève, 0855; Codicologie: codex ; parchemin ; 121 ff. (IV, 117); 315 mm x 230 mm; Titre: Généalogie des comtes de Dreux et de Braine; Nomenclature: Généalogie, France; Origine: France du nord ou Belgique; Datation: après 1539; Possesseur: Philippe de Sarrebrück, vicomtesse de Louvois (destinataire) Silly de La Roche-Guyon, famille; Notes: Scribe (p. 1) : frère Mathieu Herbelin, trésorier de l'église de Braisne-sur-Vesle, Aisne[29].

## Filiation
|                                                                      |                                                                      |                                                                      |                                                                      |                                                                      |                                                                      |  |  |                                                      |                                                      |                                                      |                                                      |                                                                                            |                                                                           |                                                                           |                                                                           |                                                                               |                                                                               |                                                                               |                                                                               |                                                                               |                                                                               |                                                                              |                                                                              |                                                                              |                                                                              |  |  | Evrard sgr de Roye cité en 1095                                                 |                                                  |                                                  |                                                  |                                                    |                                                    |                                                    |                                                    |                                                                           |                                                                           |                                                                           |                                                                           |                                                                           |                                                                           |  |  |  |  |  |  |  |  |  |  |  |  |  |  |  |  |  |  |  |  |
|                                                                      |                                                                      |                                                                      |                                                                      |                                                                      |                                                                      |  |  |                                                      |                                                      |                                                      |                                                      |                                                                                            |                                                                           |                                                                           |                                                                           |                                                                               |                                                                               |                                                                               |                                                                               |                                                                               |                                                                               |                                                                              |                                                                              |                                                                              |                                                                              |  |  |                                                                                 |                                                  |                                                  |                                                  |                                                    |                                                    |                                                    |                                                    |                                                                           |                                                                           |                                                                           |                                                                           |                                                                           |                                                                           |  |  |  |  |  |  |  |  |  |  |  |  |  |  |  |  |  |  |  |  |
|                                                                      |                                                                      |                                                                      |                                                                      |                                                                      |                                                                      |  |  |                                                      |                                                      |                                                      |                                                      |                                                                                            |                                                                           |                                                                           |                                                                           |                                                                               |                                                                               |                                                                               |                                                                               |                                                                               |                                                                               |                                                                              |                                                                              |                                                                              |                                                                              |  |  | Albéric sgr de Roye cité en 1140 et 1163 x Odette                               |                                                  |                                                  |                                                  |                                                    |                                                    |                                                    |                                                    |                                                                           |                                                                           |                                                                           |                                                                           |                                                                           |                                                                           |  |  |  |  |  |  |  |  |  |  |  |  |  |  |  |  |  |  |  |  |
|                                                                      |                                                                      |                                                                      |                                                                      |                                                                      |                                                                      |  |  |                                                      |                                                      |                                                      |                                                      |                                                                                            |                                                                           |                                                                           |                                                                           |                                                                               |                                                                               |                                                                               |                                                                               |                                                                               |                                                                               |                                                                              |                                                                              |                                                                              |                                                                              |  |  |                                                                                 |                                                  |                                                  |                                                  |                                                    |                                                    |                                                    |                                                    |                                                                           |                                                                           |                                                                           |                                                                           |                                                                           |                                                                           |  |  |  |  |  |  |  |  |  |  |  |  |  |  |  |  |  |  |  |  |
|                                                                      |                                                                      |                                                                      |                                                                      |                                                                      |                                                                      |  |  |                                                      |                                                      |                                                      |                                                      |                                                                                            |                                                                           |                                                                           |                                                                           |                                                                               |                                                                               |                                                                               |                                                                               |                                                                               |                                                                               |                                                                              |                                                                              |                                                                              |                                                                              |  |  | Rogue ou Roricon sgr de Roye et Germiny cité en 1165 et 1190 x Adeline de Guise |                                                  |                                                  |                                                  |                                                    |                                                    |                                                    |                                                    |                                                                           |                                                                           |                                                                           |                                                                           |                                                                           |                                                                           |  |  |  |  |  |  |  |  |  |  |  |  |  |  |  |  |  |  |  |  |
|                                                                      |                                                                      |                                                                      |                                                                      |                                                                      |                                                                      |  |  |                                                      |                                                      |                                                      |                                                      |                                                                                            |                                                                           |                                                                           |                                                                           |                                                                               |                                                                               |                                                                               |                                                                               |                                                                               |                                                                               |                                                                              |                                                                              |                                                                              |                                                                              |  |  |                                                                                 |                                                  |                                                  |                                                  |                                                    |                                                    |                                                    |                                                    |                                                                           |                                                                           |                                                                           |                                                                           |                                                                           |                                                                           |  |  |  |  |  |  |  |  |  |  |  |  |  |  |  |  |  |  |  |  |
|                                                                      |                                                                      |                                                                      |                                                                      |                                                                      |                                                                      |  |  |                                                      |                                                      |                                                      |                                                      |                                                                                            |                                                                           |                                                                           |                                                                           |                                                                               |                                                                               |                                                                               |                                                                               |                                                                               |                                                                               |                                                                              |                                                                              |                                                                              |                                                                              |  |  |                                                                                 |                                                  |                                                  |                                                  |                                                    |                                                    |                                                    |                                                    |                                                                           |                                                                           |                                                                           |                                                                           |                                                                           |                                                                           |  |  |  |  |  |  |  |  |  |  |  |  |  |  |  |  |  |  |  |  |
|                                                                      |                                                                      |                                                                      |                                                                      |                                                                      |                                                                      |  |  |                                                      |                                                      |                                                      |                                                      |                                                                                            |                                                                           |                                                                           |                                                                           |                                                                               |                                                                               |                                                                               |                                                                               | Raoul sgr de Roye et Germiny cité en 1202                                     | Raoul sgr de Roye et Germiny cité en 1202                                     | Raoul sgr de Roye et Germiny cité en 1202                                    | Raoul sgr de Roye et Germiny cité en 1202                                    | Raoul sgr de Roye et Germiny cité en 1202                                    | Raoul sgr de Roye et Germiny cité en 1202                                    |  |  |                                                                                 |                                                  |                                                  |                                                  |                                                    |                                                    |                                                    |                                                    | Barthélémy (1170 † 1237) grand chambrier de France x Pernelle de Montfort | Barthélémy (1170 † 1237) grand chambrier de France x Pernelle de Montfort | Barthélémy (1170 † 1237) grand chambrier de France x Pernelle de Montfort | Barthélémy (1170 † 1237) grand chambrier de France x Pernelle de Montfort | Barthélémy (1170 † 1237) grand chambrier de France x Pernelle de Montfort | Barthélémy (1170 † 1237) grand chambrier de France x Pernelle de Montfort |  |  |  |  |  |  |  |  |  |  |  |  |  |  |  |  |  |  |  |  |
|                                                                      |                                                                      |                                                                      |                                                                      |                                                                      |                                                                      |  |  |                                                      |                                                      |                                                      |                                                      |                                                                                            |                                                                           |                                                                           |                                                                           |                                                                               |                                                                               |                                                                               |                                                                               | Raoul sgr de Roye et Germiny cité en 1202                                     | Raoul sgr de Roye et Germiny cité en 1202                                     | Raoul sgr de Roye et Germiny cité en 1202                                    | Raoul sgr de Roye et Germiny cité en 1202                                    | Raoul sgr de Roye et Germiny cité en 1202                                    | Raoul sgr de Roye et Germiny cité en 1202                                    |  |  |                                                                                 |                                                  |                                                  |                                                  |                                                    |                                                    |                                                    |                                                    | Barthélémy (1170 † 1237) grand chambrier de France x Pernelle de Montfort | Barthélémy (1170 † 1237) grand chambrier de France x Pernelle de Montfort | Barthélémy (1170 † 1237) grand chambrier de France x Pernelle de Montfort | Barthélémy (1170 † 1237) grand chambrier de France x Pernelle de Montfort | Barthélémy (1170 † 1237) grand chambrier de France x Pernelle de Montfort | Barthélémy (1170 † 1237) grand chambrier de France x Pernelle de Montfort |  |  |  |  |  |  |  |  |  |  |  |  |  |  |  |  |  |  |  |  |
|                                                                      |                                                                      |                                                                      |                                                                      |                                                                      |                                                                      |  |  |                                                      |                                                      |                                                      |                                                      |                                                                                            |                                                                           |                                                                           |                                                                           |                                                                               |                                                                               |                                                                               |                                                                               |                                                                               |                                                                               |                                                                              |                                                                              |                                                                              |                                                                              |  |  |                                                                                 |                                                  |                                                  |                                                  |                                                    |                                                    |                                                    |                                                    |                                                                           |                                                                           |                                                                           |                                                                           |                                                                           |                                                                           |  |  |  |  |  |  |  |  |  |  |  |  |  |  |  |  |  |  |  |  |
|                                                                      |                                                                      |                                                                      |                                                                      |                                                                      |                                                                      |  |  | Jean 1er sgr de Roye et Germiny cité en 1217 et 1219 | Jean 1er sgr de Roye et Germiny cité en 1217 et 1219 | Jean 1er sgr de Roye et Germiny cité en 1217 et 1219 | Jean 1er sgr de Roye et Germiny cité en 1217 et 1219 | Jean 1er sgr de Roye et Germiny cité en 1217 et 1219                                       | Jean 1er sgr de Roye et Germiny cité en 1217 et 1219                      |                                                                           |                                                                           |                                                                               |                                                                               |                                                                               |                                                                               |                                                                               |                                                                               |                                                                              |                                                                              |                                                                              |                                                                              |  |  |                                                                                 |                                                  |                                                  |                                                  | Raoul sgr de la Ferté-en-Ponthieu x Marie de Ville | Raoul sgr de la Ferté-en-Ponthieu x Marie de Ville | Raoul sgr de la Ferté-en-Ponthieu x Marie de Ville | Raoul sgr de la Ferté-en-Ponthieu x Marie de Ville | Raoul sgr de la Ferté-en-Ponthieu x Marie de Ville                        | Raoul sgr de la Ferté-en-Ponthieu x Marie de Ville                        |                                                                           |                                                                           |                                                                           |                                                                           |  |  |  |  |  |  |  |  |  |  |  |  |  |  |  |  |  |  |  |  |
|                                                                      |                                                                      |                                                                      |                                                                      |                                                                      |                                                                      |  |  | Jean 1er sgr de Roye et Germiny cité en 1217 et 1219 | Jean 1er sgr de Roye et Germiny cité en 1217 et 1219 | Jean 1er sgr de Roye et Germiny cité en 1217 et 1219 | Jean 1er sgr de Roye et Germiny cité en 1217 et 1219 | Jean 1er sgr de Roye et Germiny cité en 1217 et 1219                                       | Jean 1er sgr de Roye et Germiny cité en 1217 et 1219                      |                                                                           |                                                                           |                                                                               |                                                                               |                                                                               |                                                                               |                                                                               |                                                                               |                                                                              |                                                                              |                                                                              |                                                                              |  |  |                                                                                 |                                                  |                                                  |                                                  | Raoul sgr de la Ferté-en-Ponthieu x Marie de Ville | Raoul sgr de la Ferté-en-Ponthieu x Marie de Ville | Raoul sgr de la Ferté-en-Ponthieu x Marie de Ville | Raoul sgr de la Ferté-en-Ponthieu x Marie de Ville | Raoul sgr de la Ferté-en-Ponthieu x Marie de Ville                        | Raoul sgr de la Ferté-en-Ponthieu x Marie de Ville                        |                                                                           |                                                                           |                                                                           |                                                                           |  |  |  |  |  |  |  |  |  |  |  |  |  |  |  |  |  |  |  |  |
|                                                                      |                                                                      |                                                                      |                                                                      |                                                                      |                                                                      |  |  |                                                      |                                                      |                                                      |                                                      |                                                                                            |                                                                           |                                                                           |                                                                           |                                                                               |                                                                               |                                                                               |                                                                               |                                                                               |                                                                               |                                                                              |                                                                              |                                                                              |                                                                              |  |  |                                                                                 |                                                  |                                                  |                                                  |                                                    |                                                    |                                                    |                                                    |                                                                           |                                                                           |                                                                           |                                                                           |                                                                           |                                                                           |  |  |  |  |  |  |  |  |  |  |  |  |  |  |  |  |  |  |  |  |
|                                                                      |                                                                      |                                                                      |                                                                      |                                                                      |                                                                      |  |  | Mathieu 1er († 1300) sgr de Roye et Germiny x Alix   | Mathieu 1er († 1300) sgr de Roye et Germiny x Alix   | Mathieu 1er († 1300) sgr de Roye et Germiny x Alix   | Mathieu 1er († 1300) sgr de Roye et Germiny x Alix   | Mathieu 1er († 1300) sgr de Roye et Germiny x Alix                                         | Mathieu 1er († 1300) sgr de Roye et Germiny x Alix                        |                                                                           |                                                                           |                                                                               |                                                                               |                                                                               |                                                                               |                                                                               |                                                                               |                                                                              |                                                                              |                                                                              |                                                                              |  |  | Mathieu sgr La Ferté x Jeanne de Vendeuil                                       | Mathieu sgr La Ferté x Jeanne de Vendeuil        | Mathieu sgr La Ferté x Jeanne de Vendeuil        | Mathieu sgr La Ferté x Jeanne de Vendeuil        | Mathieu sgr La Ferté x Jeanne de Vendeuil          | Mathieu sgr La Ferté x Jeanne de Vendeuil          |                                                    |                                                    | Marie x Bouchard V cte Vendôme                                            | Marie x Bouchard V cte Vendôme                                            | Marie x Bouchard V cte Vendôme                                            | Marie x Bouchard V cte Vendôme                                            | Marie x Bouchard V cte Vendôme                                            | Marie x Bouchard V cte Vendôme                                            |  |  |  |  |  |  |  |  |  |  |  |  |  |  |  |  |  |  |  |  |
|                                                                      |                                                                      |                                                                      |                                                                      |                                                                      |                                                                      |  |  | Mathieu 1er († 1300) sgr de Roye et Germiny x Alix   | Mathieu 1er († 1300) sgr de Roye et Germiny x Alix   | Mathieu 1er († 1300) sgr de Roye et Germiny x Alix   | Mathieu 1er († 1300) sgr de Roye et Germiny x Alix   | Mathieu 1er († 1300) sgr de Roye et Germiny x Alix                                         | Mathieu 1er († 1300) sgr de Roye et Germiny x Alix                        |                                                                           |                                                                           |                                                                               |                                                                               |                                                                               |                                                                               |                                                                               |                                                                               |                                                                              |                                                                              |                                                                              |                                                                              |  |  | Mathieu sgr La Ferté x Jeanne de Vendeuil                                       | Mathieu sgr La Ferté x Jeanne de Vendeuil        | Mathieu sgr La Ferté x Jeanne de Vendeuil        | Mathieu sgr La Ferté x Jeanne de Vendeuil        | Mathieu sgr La Ferté x Jeanne de Vendeuil          | Mathieu sgr La Ferté x Jeanne de Vendeuil          |                                                    |                                                    | Marie x Bouchard V cte Vendôme                                            | Marie x Bouchard V cte Vendôme                                            | Marie x Bouchard V cte Vendôme                                            | Marie x Bouchard V cte Vendôme                                            | Marie x Bouchard V cte Vendôme                                            | Marie x Bouchard V cte Vendôme                                            |  |  |  |  |  |  |  |  |  |  |  |  |  |  |  |  |  |  |  |  |
|                                                                      |                                                                      |                                                                      |                                                                      |                                                                      |                                                                      |  |  |                                                      |                                                      |                                                      |                                                      |                                                                                            |                                                                           |                                                                           |                                                                           |                                                                               |                                                                               |                                                                               |                                                                               |                                                                               |                                                                               |                                                                              |                                                                              |                                                                              |                                                                              |  |  |                                                                                 |                                                  |                                                  |                                                  |                                                    |                                                    |                                                    |                                                    |                                                                           |                                                                           |                                                                           |                                                                           |                                                                           |                                                                           |  |  |  |  |  |  |  |  |  |  |  |  |  |  |  |  |  |  |  |  |
| Jean II sgr de Roye et Germiny cité en 1323 et 1338 x Ne de Thorotte | Jean II sgr de Roye et Germiny cité en 1323 et 1338 x Ne de Thorotte | Jean II sgr de Roye et Germiny cité en 1323 et 1338 x Ne de Thorotte | Jean II sgr de Roye et Germiny cité en 1323 et 1338 x Ne de Thorotte | Jean II sgr de Roye et Germiny cité en 1323 et 1338 x Ne de Thorotte | Jean II sgr de Roye et Germiny cité en 1323 et 1338 x Ne de Thorotte |  |  |                                                      |                                                      |                                                      |                                                      |                                                                                            |                                                                           |                                                                           |                                                                           | Mathieu († 1351) sgr de Plessis-de-Roye x Marguerite de Ville                 | Mathieu († 1351) sgr de Plessis-de-Roye x Marguerite de Ville                 | Mathieu († 1351) sgr de Plessis-de-Roye x Marguerite de Ville                 | Mathieu († 1351) sgr de Plessis-de-Roye x Marguerite de Ville                 | Mathieu († 1351) sgr de Plessis-de-Roye x Marguerite de Ville                 | Mathieu († 1351) sgr de Plessis-de-Roye x Marguerite de Ville                 |                                                                              |                                                                              |                                                                              |                                                                              |  |  | Mathieu sgr La Ferté x Marguerite de Picquigny                                  | Mathieu sgr La Ferté x Marguerite de Picquigny   | Mathieu sgr La Ferté x Marguerite de Picquigny   | Mathieu sgr La Ferté x Marguerite de Picquigny   | Mathieu sgr La Ferté x Marguerite de Picquigny     | Mathieu sgr La Ferté x Marguerite de Picquigny     |                                                    |                                                    |                                                                           |                                                                           |                                                                           |                                                                           |                                                                           |                                                                           |  |  |  |  |  |  |  |  |  |  |  |  |  |  |  |  |  |  |  |  |
| Jean II sgr de Roye et Germiny cité en 1323 et 1338 x Ne de Thorotte | Jean II sgr de Roye et Germiny cité en 1323 et 1338 x Ne de Thorotte | Jean II sgr de Roye et Germiny cité en 1323 et 1338 x Ne de Thorotte | Jean II sgr de Roye et Germiny cité en 1323 et 1338 x Ne de Thorotte | Jean II sgr de Roye et Germiny cité en 1323 et 1338 x Ne de Thorotte | Jean II sgr de Roye et Germiny cité en 1323 et 1338 x Ne de Thorotte |  |  |                                                      |                                                      |                                                      |                                                      |                                                                                            |                                                                           |                                                                           |                                                                           | Mathieu († 1351) sgr de Plessis-de-Roye x Marguerite de Ville                 | Mathieu († 1351) sgr de Plessis-de-Roye x Marguerite de Ville                 | Mathieu († 1351) sgr de Plessis-de-Roye x Marguerite de Ville                 | Mathieu († 1351) sgr de Plessis-de-Roye x Marguerite de Ville                 | Mathieu († 1351) sgr de Plessis-de-Roye x Marguerite de Ville                 | Mathieu († 1351) sgr de Plessis-de-Roye x Marguerite de Ville                 |                                                                              |                                                                              |                                                                              |                                                                              |  |  | Mathieu sgr La Ferté x Marguerite de Picquigny                                  | Mathieu sgr La Ferté x Marguerite de Picquigny   | Mathieu sgr La Ferté x Marguerite de Picquigny   | Mathieu sgr La Ferté x Marguerite de Picquigny   | Mathieu sgr La Ferté x Marguerite de Picquigny     | Mathieu sgr La Ferté x Marguerite de Picquigny     |                                                    |                                                    |                                                                           |                                                                           |                                                                           |                                                                           |                                                                           |                                                                           |  |  |  |  |  |  |  |  |  |  |  |  |  |  |  |  |  |  |  |  |
| Mathieu II († 1377) sgr de Roye et Germiny x Yolande de Hangest      | Mathieu II († 1377) sgr de Roye et Germiny x Yolande de Hangest      | Mathieu II († 1377) sgr de Roye et Germiny x Yolande de Hangest      | Mathieu II († 1377) sgr de Roye et Germiny x Yolande de Hangest      | Mathieu II († 1377) sgr de Roye et Germiny x Yolande de Hangest      | Mathieu II († 1377) sgr de Roye et Germiny x Yolande de Hangest      |  |  |                                                      |                                                      |                                                      |                                                      |                                                                                            |                                                                           |                                                                           |                                                                           | Mathieu sgr de Plessis, maître des arbalétriers de France x Jeanne de Cherizy | Mathieu sgr de Plessis, maître des arbalétriers de France x Jeanne de Cherizy | Mathieu sgr de Plessis, maître des arbalétriers de France x Jeanne de Cherizy | Mathieu sgr de Plessis, maître des arbalétriers de France x Jeanne de Cherizy | Mathieu sgr de Plessis, maître des arbalétriers de France x Jeanne de Cherizy | Mathieu sgr de Plessis, maître des arbalétriers de France x Jeanne de Cherizy |                                                                              |                                                                              |                                                                              |                                                                              |  |  | Éléonore x Jean II de Châtillon comte de Porcien                                | Éléonore x Jean II de Châtillon comte de Porcien | Éléonore x Jean II de Châtillon comte de Porcien | Éléonore x Jean II de Châtillon comte de Porcien | Éléonore x Jean II de Châtillon comte de Porcien   | Éléonore x Jean II de Châtillon comte de Porcien   |                                                    |                                                    |                                                                           |                                                                           |                                                                           |                                                                           |                                                                           |                                                                           |  |  |  |  |  |  |  |  |  |  |  |  |  |  |  |  |  |  |  |  |
| Mathieu II († 1377) sgr de Roye et Germiny x Yolande de Hangest      | Mathieu II († 1377) sgr de Roye et Germiny x Yolande de Hangest      | Mathieu II († 1377) sgr de Roye et Germiny x Yolande de Hangest      | Mathieu II († 1377) sgr de Roye et Germiny x Yolande de Hangest      | Mathieu II († 1377) sgr de Roye et Germiny x Yolande de Hangest      | Mathieu II († 1377) sgr de Roye et Germiny x Yolande de Hangest      |  |  |                                                      |                                                      |                                                      |                                                      |                                                                                            |                                                                           |                                                                           |                                                                           | Mathieu sgr de Plessis, maître des arbalétriers de France x Jeanne de Cherizy | Mathieu sgr de Plessis, maître des arbalétriers de France x Jeanne de Cherizy | Mathieu sgr de Plessis, maître des arbalétriers de France x Jeanne de Cherizy | Mathieu sgr de Plessis, maître des arbalétriers de France x Jeanne de Cherizy | Mathieu sgr de Plessis, maître des arbalétriers de France x Jeanne de Cherizy | Mathieu sgr de Plessis, maître des arbalétriers de France x Jeanne de Cherizy |                                                                              |                                                                              |                                                                              |                                                                              |  |  | Éléonore x Jean II de Châtillon comte de Porcien                                | Éléonore x Jean II de Châtillon comte de Porcien | Éléonore x Jean II de Châtillon comte de Porcien | Éléonore x Jean II de Châtillon comte de Porcien | Éléonore x Jean II de Châtillon comte de Porcien   | Éléonore x Jean II de Châtillon comte de Porcien   |                                                    |                                                    |                                                                           |                                                                           |                                                                           |                                                                           |                                                                           |                                                                           |  |  |  |  |  |  |  |  |  |  |  |  |  |  |  |  |  |  |  |  |
|                                                                      |                                                                      |                                                                      |                                                                      |                                                                      |                                                                      |  |  |                                                      |                                                      |                                                      |                                                      |                                                                                            |                                                                           |                                                                           |                                                                           |                                                                               |                                                                               |                                                                               |                                                                               |                                                                               |                                                                               |                                                                              |                                                                              |                                                                              |                                                                              |  |  |                                                                                 |                                                  |                                                  |                                                  |                                                    |                                                    |                                                    |                                                    |                                                                           |                                                                           |                                                                           |                                                                           |                                                                           |                                                                           |  |  |  |  |  |  |  |  |  |  |  |  |  |  |  |  |  |  |  |  |
| Marie († >1416) x1) Alain de Mauny x2) Jean de Hangest               | Marie († >1416) x1) Alain de Mauny x2) Jean de Hangest               | Marie († >1416) x1) Alain de Mauny x2) Jean de Hangest               | Marie († >1416) x1) Alain de Mauny x2) Jean de Hangest               | Marie († >1416) x1) Alain de Mauny x2) Jean de Hangest               | Marie († >1416) x1) Alain de Mauny x2) Jean de Hangest               |  |  |                                                      |                                                      |                                                      |                                                      | Jean († 1396) sgr Aunoy, Muret et Cherizy x Jeanne de Bérthune                             | Jean († 1396) sgr Aunoy, Muret et Cherizy x Jeanne de Bérthune            | Jean († 1396) sgr Aunoy, Muret et Cherizy x Jeanne de Bérthune            | Jean († 1396) sgr Aunoy, Muret et Cherizy x Jeanne de Bérthune            | Jean († 1396) sgr Aunoy, Muret et Cherizy x Jeanne de Bérthune                | Jean († 1396) sgr Aunoy, Muret et Cherizy x Jeanne de Bérthune                |                                                                               |                                                                               | Guy († 1409) arch. Reims                                                      | Guy († 1409) arch. Reims                                                      | Guy († 1409) arch. Reims                                                     | Guy († 1409) arch. Reims                                                     | Guy († 1409) arch. Reims                                                     | Guy († 1409) arch. Reims                                                     |  |  |                                                                                 |                                                  |                                                  |                                                  |                                                    |                                                    |                                                    |                                                    |                                                                           |                                                                           |                                                                           |                                                                           |                                                                           |                                                                           |  |  |  |  |  |  |  |  |  |  |  |  |  |  |  |  |  |  |  |  |
| Marie († >1416) x1) Alain de Mauny x2) Jean de Hangest               | Marie († >1416) x1) Alain de Mauny x2) Jean de Hangest               | Marie († >1416) x1) Alain de Mauny x2) Jean de Hangest               | Marie († >1416) x1) Alain de Mauny x2) Jean de Hangest               | Marie († >1416) x1) Alain de Mauny x2) Jean de Hangest               | Marie († >1416) x1) Alain de Mauny x2) Jean de Hangest               |  |  |                                                      |                                                      |                                                      |                                                      | Jean († 1396) sgr Aunoy, Muret et Cherizy x Jeanne de Bérthune                             | Jean († 1396) sgr Aunoy, Muret et Cherizy x Jeanne de Bérthune            | Jean († 1396) sgr Aunoy, Muret et Cherizy x Jeanne de Bérthune            | Jean († 1396) sgr Aunoy, Muret et Cherizy x Jeanne de Bérthune            | Jean († 1396) sgr Aunoy, Muret et Cherizy x Jeanne de Bérthune                | Jean († 1396) sgr Aunoy, Muret et Cherizy x Jeanne de Bérthune                |                                                                               |                                                                               | Guy († 1409) arch. Reims                                                      | Guy († 1409) arch. Reims                                                      | Guy († 1409) arch. Reims                                                     | Guy († 1409) arch. Reims                                                     | Guy († 1409) arch. Reims                                                     | Guy († 1409) arch. Reims                                                     |  |  |                                                                                 |                                                  |                                                  |                                                  |                                                    |                                                    |                                                    |                                                    |                                                                           |                                                                           |                                                                           |                                                                           |                                                                           |                                                                           |  |  |  |  |  |  |  |  |  |  |  |  |  |  |  |  |  |  |  |  |
|                                                                      |                                                                      |                                                                      |                                                                      |                                                                      |                                                                      |  |  |                                                      |                                                      |                                                      |                                                      | Mathieu III († 1440) sgr de Roye x1) Marguerite de Ghistelles x2) Catherine de Montmorency |                                                                           |                                                                           |                                                                           |                                                                               |                                                                               |                                                                               |                                                                               |                                                                               |                                                                               |                                                                              |                                                                              |                                                                              |                                                                              |  |  |                                                                                 |                                                  |                                                  |                                                  |                                                    |                                                    |                                                    |                                                    |                                                                           |                                                                           |                                                                           |                                                                           |                                                                           |                                                                           |  |  |  |  |  |  |  |  |  |  |  |  |  |  |  |  |  |  |  |  |
|                                                                      |                                                                      |                                                                      |                                                                      |                                                                      |                                                                      |  |  |                                                      |                                                      |                                                      |                                                      |                                                                                            |                                                                           |                                                                           |                                                                           |                                                                               |                                                                               |                                                                               |                                                                               |                                                                               |                                                                               |                                                                              |                                                                              |                                                                              |                                                                              |  |  |                                                                                 |                                                  |                                                  |                                                  |                                                    |                                                    |                                                    |                                                    |                                                                           |                                                                           |                                                                           |                                                                           |                                                                           |                                                                           |  |  |  |  |  |  |  |  |  |  |  |  |  |  |  |  |  |  |  |  |
|                                                                      |                                                                      |                                                                      |                                                                      |                                                                      |                                                                      |  |  |                                                      |                                                      |                                                      |                                                      |                                                                                            |                                                                           |                                                                           |                                                                           |                                                                               |                                                                               |                                                                               |                                                                               |                                                                               |                                                                               |                                                                              |                                                                              |                                                                              |                                                                              |  |  |                                                                                 |                                                  |                                                  |                                                  |                                                    |                                                    |                                                    |                                                    |                                                                           |                                                                           |                                                                           |                                                                           |                                                                           |                                                                           |  |  |  |  |  |  |  |  |  |  |  |  |  |  |  |  |  |  |  |  |
|                                                                      |                                                                      |                                                                      |                                                                      |                                                                      |                                                                      |  |  | Guy1 († 1463) sgr de Roye                            | Guy1 († 1463) sgr de Roye                            | Guy1 († 1463) sgr de Roye                            | Guy1 († 1463) sgr de Roye                            | Guy1 († 1463) sgr de Roye                                                                  | Guy1 († 1463) sgr de Roye                                                 |                                                                           |                                                                           | Jean III2 († 1489) sgr de Roye x Marguerite du Bois                           | Jean III2 († 1489) sgr de Roye x Marguerite du Bois                           | Jean III2 († 1489) sgr de Roye x Marguerite du Bois                           | Jean III2 († 1489) sgr de Roye x Marguerite du Bois                           | Jean III2 († 1489) sgr de Roye x Marguerite du Bois                           | Jean III2 († 1489) sgr de Roye x Marguerite du Bois                           |                                                                              |                                                                              |                                                                              |                                                                              |  |  |                                                                                 |                                                  |                                                  |                                                  |                                                    |                                                    |                                                    |                                                    |                                                                           |                                                                           |                                                                           |                                                                           |                                                                           |                                                                           |  |  |  |  |  |  |  |  |  |  |  |  |  |  |  |  |  |  |  |  |
|                                                                      |                                                                      |                                                                      |                                                                      |                                                                      |                                                                      |  |  | Guy1 († 1463) sgr de Roye                            | Guy1 († 1463) sgr de Roye                            | Guy1 († 1463) sgr de Roye                            | Guy1 († 1463) sgr de Roye                            | Guy1 († 1463) sgr de Roye                                                                  | Guy1 († 1463) sgr de Roye                                                 |                                                                           |                                                                           | Jean III2 († 1489) sgr de Roye x Marguerite du Bois                           | Jean III2 († 1489) sgr de Roye x Marguerite du Bois                           | Jean III2 († 1489) sgr de Roye x Marguerite du Bois                           | Jean III2 († 1489) sgr de Roye x Marguerite du Bois                           | Jean III2 († 1489) sgr de Roye x Marguerite du Bois                           | Jean III2 († 1489) sgr de Roye x Marguerite du Bois                           |                                                                              |                                                                              |                                                                              |                                                                              |  |  |                                                                                 |                                                  |                                                  |                                                  |                                                    |                                                    |                                                    |                                                    |                                                                           |                                                                           |                                                                           |                                                                           |                                                                           |                                                                           |  |  |  |  |  |  |  |  |  |  |  |  |  |  |  |  |  |  |  |  |
|                                                                      |                                                                      |                                                                      |                                                                      |                                                                      |                                                                      |  |  |                                                      |                                                      |                                                      |                                                      |                                                                                            |                                                                           |                                                                           |                                                                           | Antoine († 1515) sgr de Roye x Catherine de Sarrebruck comtesse de Roucy      |                                                                               |                                                                               |                                                                               |                                                                               |                                                                               |                                                                              |                                                                              |                                                                              |                                                                              |  |  |                                                                                 |                                                  |                                                  |                                                  |                                                    |                                                    |                                                    |                                                    |                                                                           |                                                                           |                                                                           |                                                                           |                                                                           |                                                                           |  |  |  |  |  |  |  |  |  |  |  |  |  |  |  |  |  |  |  |  |
|                                                                      |                                                                      |                                                                      |                                                                      |                                                                      |                                                                      |  |  |                                                      |                                                      |                                                      |                                                      |                                                                                            |                                                                           |                                                                           |                                                                           |                                                                               |                                                                               |                                                                               |                                                                               |                                                                               |                                                                               |                                                                              |                                                                              |                                                                              |                                                                              |  |  |                                                                                 |                                                  |                                                  |                                                  |                                                    |                                                    |                                                    |                                                    |                                                                           |                                                                           |                                                                           |                                                                           |                                                                           |                                                                           |  |  |  |  |  |  |  |  |  |  |  |  |  |  |  |  |  |  |  |  |
|                                                                      |                                                                      |                                                                      |                                                                      |                                                                      |                                                                      |  |  |                                                      |                                                      |                                                      |                                                      |                                                                                            |                                                                           |                                                                           |                                                                           | Charles (1510 † 1551) comte de Roucy x Madeleine de Mailly dame de Conti      |                                                                               |                                                                               |                                                                               |                                                                               |                                                                               |                                                                              |                                                                              |                                                                              |                                                                              |  |  |                                                                                 |                                                  |                                                  |                                                  |                                                    |                                                    |                                                    |                                                    |                                                                           |                                                                           |                                                                           |                                                                           |                                                                           |                                                                           |  |  |  |  |  |  |  |  |  |  |  |  |  |  |  |  |  |  |  |  |
|                                                                      |                                                                      |                                                                      |                                                                      |                                                                      |                                                                      |  |  |                                                      |                                                      |                                                      |                                                      |                                                                                            |                                                                           |                                                                           |                                                                           |                                                                               |                                                                               |                                                                               |                                                                               |                                                                               |                                                                               |                                                                              |                                                                              |                                                                              |                                                                              |  |  |                                                                                 |                                                  |                                                  |                                                  |                                                    |                                                    |                                                    |                                                    |                                                                           |                                                                           |                                                                           |                                                                           |                                                                           |                                                                           |  |  |  |  |  |  |  |  |  |  |  |  |  |  |  |  |  |  |  |  |
|                                                                      |                                                                      |                                                                      |                                                                      |                                                                      |                                                                      |  |  |                                                      |                                                      |                                                      |                                                      |                                                                                            |                                                                           |                                                                           |                                                                           |                                                                               |                                                                               |                                                                               |                                                                               |                                                                               |                                                                               |                                                                              |                                                                              |                                                                              |                                                                              |  |  |                                                                                 |                                                  |                                                  |                                                  |                                                    |                                                    |                                                    |                                                    |                                                                           |                                                                           |                                                                           |                                                                           |                                                                           |                                                                           |  |  |  |  |  |  |  |  |  |  |  |  |  |  |  |  |  |  |  |  |
|                                                                      |                                                                      |                                                                      |                                                                      |                                                                      |                                                                      |  |  |                                                      |                                                      |                                                      |                                                      | Éléonore (1535 † 1567) dame de Conti Louis Ier de Bourbon prince de Condé                  | Éléonore (1535 † 1567) dame de Conti Louis Ier de Bourbon prince de Condé | Éléonore (1535 † 1567) dame de Conti Louis Ier de Bourbon prince de Condé | Éléonore (1535 † 1567) dame de Conti Louis Ier de Bourbon prince de Condé | Éléonore (1535 † 1567) dame de Conti Louis Ier de Bourbon prince de Condé     | Éléonore (1535 † 1567) dame de Conti Louis Ier de Bourbon prince de Condé     |                                                                               |                                                                               | Charlotte (1537 † 1572) comtesse de Roucy x François III de la Rochefoucauld  | Charlotte (1537 † 1572) comtesse de Roucy x François III de la Rochefoucauld  | Charlotte (1537 † 1572) comtesse de Roucy x François III de la Rochefoucauld | Charlotte (1537 † 1572) comtesse de Roucy x François III de la Rochefoucauld | Charlotte (1537 † 1572) comtesse de Roucy x François III de la Rochefoucauld | Charlotte (1537 † 1572) comtesse de Roucy x François III de la Rochefoucauld |  |  |                                                                                 |                                                  |                                                  |                                                  |                                                    |                                                    |                                                    |                                                    |                                                                           |                                                                           |                                                                           |                                                                           |                                                                           |                                                                           |  |  |  |  |  |  |  |  |  |  |  |  |  |  |  |  |  |  |  |  |